# Universidad Wesleyana (Connecticut)
La Universidad Wesleyana (Wesleyan University en idioma inglés) es una universidad privada e independiente con alumnado mixto. Está localizada en Middletown en el estado de Connecticut, Estados Unidos. Fue fundada en 1831 por los metodistas en el campus que dejó libre la Universidad de Norwich tras su traslado a Vermont. Comenzó con 48 estudiantes, el rector, tres profesores y un tutor.
Su nombre rinde homenaje a John Wesley, fundador del metodismo. Sin embargo, los vínculos con esta corriente religiosa se fueron diluyendo y desde 1937 no tiene vinculación con este movimiento. La universidad tiene hoy alrededor de 2.700 estudiantes en programas de grado y unos 300 profesores.